# 林建華 (香港)
林建華博士，香港福建中學校長(2000-2015)。2007年，得到MH的頭銜。他於2000年上任帶領着剛剛搬到觀塘新校的福建中學。在第一屆「香港十大傑出家長選舉」，得到十大傑出家長教師會伴航者獎項。他也是直接資助學校校長會的會長。在審計風波時，向公眾說明直資學校的情況。

## 頭銜
- 2007年香港特別行政區榮譽勳章
- 英國杜倫大學(University of Durham)博士學位
- 第一屆「香港十大傑出家長選舉」，得到十大傑出家長教師會伴航者獎項。
- 觀塘區委任議員(2007-2011)
- 香港校董學會副主席